# Раиса Беспалова
Раиса Макаровна Беспалова (на ерзянски: Раиса Макаровна Беспалова) е съветска и руска оперна певица (мецосопран) и музикална педагожка от ерзянски произход. Народна артистка на РСФСР (1970).

## Биография
Раиса Макаровна Беспалова (Еремеева) е родена на 21 януари 1925 г. в село Курилово, Сарански уезд (днес Ромодановски район, Мордовия) в семейство на ерзяни. Омъжва се за певецът Дмитрий Еремеев.
През 1944 – 1949 г. учи в Мордовската национална оперна студия към Саратовската държавна консерватория „Леонид Собинов“, а след това до 1952 г. – в Саратовската консерватория.
От август 1952 г. е солистка на мордовския ансамбъл за песни и танци „Умарина“. От 1959 г. е солистка на Държавния музикален и драматичен театър на Мордовската автономна съветска социалистическа република (от 1969 г. в Театър на музикалната комедия, днес Музикален театър „Иларион Яушев“). Въпреки това през 1973 г. тя е принудена да напусне театъра.
В периода от 1973 до 1989 г. е музикална педагожка в Саранския музикален колеж „Леонтий Кирюков“.
През 1957 г. е избрана в Саранския градски съвет, а през 1962 г. и в Съвета на националностите на Върховния съвет на СССР.
Умира на 18 декември 1993 г. в Саранск, Русия.